# Подкрепа
Подкре́па (болг. Подкрепа) — село в Хасковській області Болгарії. Входить до складу общини Хасково.

## Населення
За даними перепису населення 2011 року у селі проживали 250 осіб.
Національний склад населення села:
| Національність   | Кількість осіб | Відсоток |
| ---------------- | -------------- | -------- |
| болгари          | 206            | 85,1%    |
| цигани           | 35             | 14,5%    |
| інша             | 0              | 0%       |
| Всього відповіли | 242            |          |

Розподіл населення за віком у 2011 році:
Динаміка населення: